# Stella & Steve
Stella & Steve é o segundo extended play da cantora neozelandesa Benee, lançado em 15 de novembro de 2019 através da Republic Records.
Sobre a inspiração por trás do título do EP, Benee disse "Eu sou Stella e meu carro se chama Steve".

## Análise da crítica
Gab Ginsberg, da Billboard, descreveu o EP como "um punhado apertado de músicas de R&B e pop eletrônicas mostrando onde você está aqui e agora" e "servindo como um companheiro mais silencioso para o EP Fire on Marzz borbulhante".
Nathan Gunn, do Tone Deaf, chamou o EP de "o trabalho mais emocional e bem construído de Benee, que se torna especialmente aparente nas últimas faixas como 'Drifting' e 'Blu'".

## Lista de faixas
Lista de faixas adaptadas do Apple Music.
| N.º            | Título                                    | Compositor(es)                                | Produtor(es)         | Duração |  |
| 1.             | "Find an Island"                          | Stella Bennett Joshua Fountain Djeisan Suskov | Fountain Suskov      | 3:12    |  |
| 2.             | "Supalonely" (com part. de Gus Dapperton) | Bennett Fountain Brendan Rice Jenna Andrews   | Fountain             | 3:43    |  |
| 3.             | "Monsta"                                  | Bennett Fountain Jason Schoushkoff            | Fountain Schoushkoff | 3:41    |  |
| 4.             | "Drifting" (com part. de Jack Berry)      | Bennett Fountain Suskov Damin McCabe          | Fountain Suskov      | 3:23    |  |
| 5.             | "Blu"                                     | Bennett Fountain Andrews                      | Fountain             | 3:22    |  |
| Duração total: | Duração total:                            | Duração total:                                | Duração total:       | 17:24   |  |

## Desempenho comercial
| Tabela musical (2019–2020)     | Melhor posição |
| ------------------------------ | -------------- |
| Austrália (ARIA)               | 19             |
| Canadá (Billboard)             | 91             |
| Estados Unidos (Billboard 200) | 138            |
| França (SNEP)                  | 150            |
| Nova Zelândia (RMNZ)           | 19             |